# Gică Ionescu-Găină
Gică Ionescu-Găină (n. 22 februarie 1894, București)- a fost un compozitor român.

## Compoziții
- Tangourile: 
  - Exotic,
  - Lorenzo,
  - Tzigan,
  - Numai ochi de tine,

- Valsul-boston: 
  - Сharmant Paris

- Rumba moderato:
  - Un dor hoinar[1]

- Joc dobrogean